# Complexe funéraire de Sekhemkhet
Le complexe funéraire de Sekhemkhet, aussi nommé pyramide enfouie, est un ensemble de monuments funéraires datant de l'Égypte antique, identifié en 1951 et mis au jour par Zakaria Goneim puis par Jean-Philippe Lauer. Il est situé à Saqqarah, au sud-ouest de ceux d’Ounas et de Djéser. Inachevé, on peut néanmoins reconnaître une grande enceinte rectangulaire qui devait initialement être prévue à l’instar de celle de Djéser mais qui fut inachevée, et les vestiges d’une pyramide dont l’architecture est caractéristique des pyramides égyptiennes à degrés. Ces caractéristiques rattachent indubitablement l'ensemble à la IIIe dynastie.

## Histoire de la recherche
L'existence de la pyramide était inconnue jusqu'à ce qu'en 1951 l'égyptologue Zakaria Goneim remarque une forme rectangulaire étrange dans le désert alors qu'il fouillait le complexe funéraire d'Ounas situé à proximité. Un mur d'enceinte en trois parties, recouvert de gravats, fut découvert en premier lieu. En creusant jusqu'à sa base, Goneim constata qu'il mesurait 5,2 m de haut et 18 m d'épaisseur. Il découvrit ensuite que le mur s'étendait encore des deux côtés et atteignait des dimensions de 546 m dans l'axe nord-sud et de 185 m dans l'axe est-ouest, et qu'il était plein de fausses portes et de niches.
La pyramide elle-même était située au centre du complexe, avec une longueur de base de 120 m, elle n'avait qu'un seul degré et était inachevée. Lors de l'étape suivante des fouilles, Goneim découvrit sur le côté nord un passage descendant qui conduisait à une galerie obstruée par des gravats et de la maçonnerie. Quelques objets furent découverts lors de cette fouille, notamment des os d'animaux, des papyrus démotiques et des récipients en pierre de la IIIe dynastie. Dans un cercueil en bois très dégradé, des objets furent découverts : des bracelets en or, des boîtes à cosmétiques, des perles et des jarres portant le nom d'Horus Sekhemkhet.
Lorsque le mur scellé fut brisé, le 31 mai 1954, une chambre funéraire inachevée et non décorée apparut. À l'intérieur se trouvait un sarcophage en albâtre taillé dans un seul bloc avec un couvercle vertical encore scellé. Cependant, le 26 juin 1954, après de grandes difficultés pour le débloquer et le soulever, le sarcophage fut ouvert et à la déception de tous, il était vide. Goneim continue les fouilles et découvre, en 1955, une étiquette en ivoire portant le nom Djeseret-Ânkh-Nebty (Ḏsr.t-ˁnḫ-Nb.tj).
Les critiques envers Goneim et son suicide ultérieur, le 12 janvier 1959, ont refroidi l'intérêt pour la pyramide et la fouille est restée incomplète.
En 1963, Jean-Philippe Lauer reprend les fouilles en raison de la possibilité d'un tombeau au sud et de son désir de retrouver la momie disparue. Lauer trouva en effet en 1967 une tombe partiellement détruite du côté sud de l'enceinte et qui avait été pillée par des voleurs. Il trouva un cercueil en bois avec les restes d'un enfant de deux ans non identifié et des fragments de feuilles d'or. Le chercheur arrêta les fouilles en 1973. Depuis, plus aucune fouille n'a été entreprise dans le complexe funéraire.

## Attribution

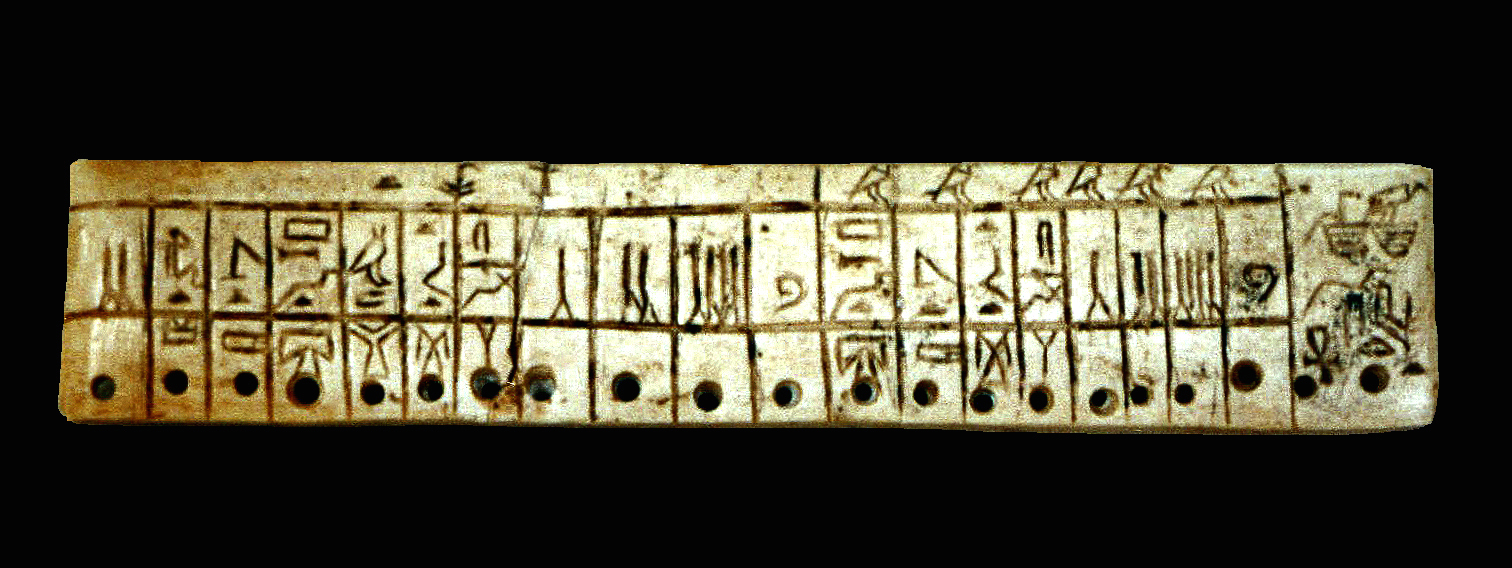
Étiquette en ivoire trouvée en 1955 par Z. Goneim sur le sol des appartements funéraires, dans le hall entre le mur scellé et la chambre funéraire elle-même, et portant le nom Djeseret-Ânkh-Nebty et une liste de tissus de lin.

Peu d'objets inscrits ont été découverts à l'intérieur du monument et seuls deux noms sont ressortis : le nom d'Horus Sekhemkhet, trouvé sur des scellements dans la galerie descendante, avant le mur scellant la chambre funéraire ; le nom Djeseret-Ânkh-Nebty, diversement interprété par les chercheurs, fut trouvé sur une étiquette en ivoire d'un pagne royal masculin, tombé sur le sol des appartements funéraires, dans le hall entre le mur scellé et la chambre funéraire elle-même.
À la suite de ces découvertes, la pyramide fut attribuée au roi Sekhemkhet. Le nom Djeseret-Ânkh-Nebty a été quant à lui diversement interprété. Ainsi, des chercheurs comme Toby Wilkinson et Zakaria Goneim ont rapproché ce nom de ceux de Téti (liste d'Abydos, no 17), Djésertéti (table de Saqqarah, no 46) et Djéserti (canon royal de Turin, no 4.6), qui sont les noms inscrits pour le successeur de Djéser. Ce nom aurait alors été le nom de Nebty Djéser-Ti du roi Sekhemkhet (Sekhemkhet étant le nom d'Horus du roi).
D'autres chercheurs comme Wolfgang Helck et Peter Kaplony ont interprété ce nom de Djeseret-Ânkh-Nebty comme étant celui d'une reine, en l'occurrence celle de Sekhemkhet. Divers scellements trouvés à Éléphantine montrent que le nom de Nebty de Sekhemkhet est Hetep-Ren.
L'égyptologue Jean-Pierre Pätznik a, quant à lui, une tout autre explication : du fait que le nom de Nebty de Sekhemkhet est Hetep-Ren, et du fait des lieux de découvertes des deux noms dans la pyramide, il propose que le commanditaire de la pyramide soit l'Horus Sanakht. En effet, il pense que le nom Djeseret-Ânkh-Nebty est bien le nom de Nebty d'un roi, et que l'emplacement de sa découverte, dans les appartements funéraires après le mur scellé, ainsi que l'objet sur lequel le nom a été découvert, une étiquette d'ivoire d'un vêtement appartement au mobilier funéraire, indique que ce nom appartenait au commanditaire de la pyramide. De plus, l'emplacement où a été trouvé le nom Sekhemkhet, des scellements sur un dépôt funéraire dans la galerie descendante, avant le mur scellé, indiquerait qu'il s'agirait simplement d'un dépôt du successeur immédiat du commanditaire. Jean-Pierre Pätznik ajoute que le nom de Sanakht a été découvert dans un contexte analogue dans le complexe funéraire de Djéser : dans le temple funéraire du roi ; tandis que le nom de Sekhemkhet n'a jamais été découvert dans ce même complexe.
Jean-Pierre Pätznik propose la logique suivante : une succession royale Djéser-Sanakht-Sekhemkhet-Khaba, montrée par la présence de scellements de Sanakht dans le temple funéraire de Djéser (faisant de Sanakht le successeur immédiat de Djéser), ainsi que par la présence d'un dépôt funéraire de Sekhemkhet dans la pyramide enfouie que le chercheur attribue alors à Sanakht (faisant de Sekhemkhet le successeur immédiat de Sanakht), dont le nom de Nebty serait alors Djeseret-Ânkh (ou Ânkh-Djeseret). Jean-Pierre Pätznik poursuit en proposant de chercher la véritable pyramide de Sekhemkhet ailleurs, il propose la pyramide à tranches située à Zaouiet el-Aryan, attribuée le plus souvent au roi Khaba.

## Le complexe funéraire

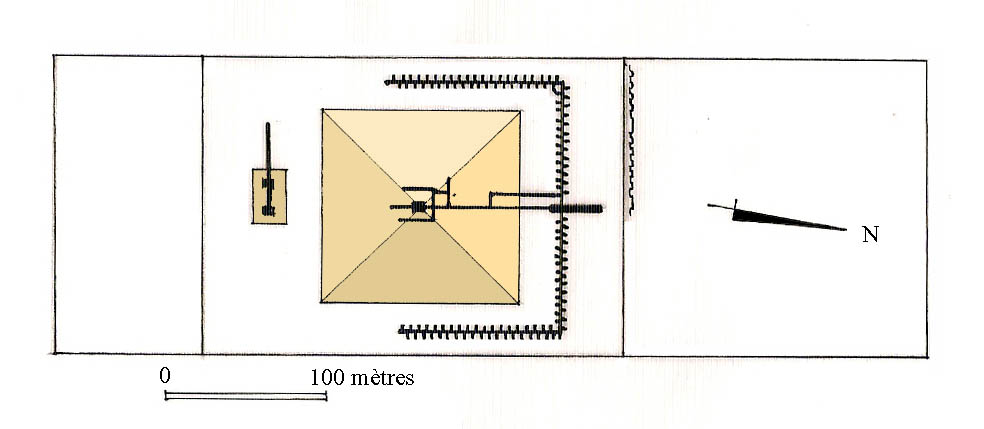
Plan du complexe de Sekhemkhet

L’enceinte orientée nord-sud forme un grand rectangle de cinq-cent-cinquante mètres de longueur sur presque deux-cents de largeur.
Réduit à l’état de ruines, le complexe semble avoir été remanié en cours d’édification sans qu’il soit très clair de comprendre dans quel ordre les différentes modifications se situent.
En effet, les fouilles ont révélé deux murs d’enceinte, un premier encadrant de près la pyramide et un second plus oblong, similaire au mur d'enceinte de Djéser. Ce fait signale un changement dans le plan même du complexe. Il donne au plan un aspect plus conforme au modèle, la pyramide se retrouvant désaxée par rapport au centre de l’aire sacrée, tout comme Imhotep conçu celle de son souverain plus au nord. La partie nord de la première enceinte est conservée sur ses premières assises et reproduit de manière analogue des simulacres de portes à deux vantaux verrouillés indiquant que le véritable et unique accès au complexe devait se trouver ailleurs. Appareillés en assises régulières de calcaire fin et comportant des redans et des saillies, ce mur est en tout point semblable à l’enceinte de Djéser excepté sur son plan et ses proportions. L'appareillage est ici plus grand avec l'utilisation de blocs de cinquante centimètres de hauteur alors que les blocs de l'enceinte de Djéser en ont vingt-cinq centimètres. 
Des inscriptions en hiéroglyphes cursifs à l'encre rouge ont été relevées sur des blocs de l'enceinte nord bordant la pyramide. Ces inscriptions ont révélé le nom du célèbre Imhotep. Bien que ce soit là la seule mention de l'architecte, il n'est pas impossible que ce dernier soit le concepteur de ce complexe funéraire. La pyramide de Sékhemkhet est l'une des rares à avoir conservé les vestiges d'une rampe de construction. Cette rampe est composée de pierrailles mêlée à de la terre argileuse. Sa hauteur dépasse de deux mètres les vestiges actuels de la pyramide, ce qui implique que la sépulture devait être plus haute lorsque le chantier s'est arrêté. 
L’accès à la galerie principale qui s’enfonce dans le plateau rocheux se trouve au fond d’une excavation creusée à quelques mètres du mur nord. Il mettait en communication avec les appartements funéraires de Sekhemkhet par une descenderie s’enfonçant sur quatre-vingts mètres de longueur et un dénivelé de trente mètres. 
Au sud et toujours compris dans cette même enceinte a été aménagé un second dispositif souterrain que l’on qualifie de « Tombe Sud » par analogie avec le complexe de Djéser qui en possède une également. Accessible par l’ouest une courte galerie traversant une première chambre menait tout droit à une pièce inachevée creusée sous le plateau rocheux. Celle-ci contenait un cercueil en bois dans lequel reposait le corps d'un enfant mort à l'âge de deux ans. Des vases en pierre ainsi que des bijoux, tous datant de la IIIe dynastie ont été découverts à ses côtés. Il ne peut cependant pas s'agir de la dépouille du souverain puisqu'il régna six ans. Ces « tombes » secondaires restent diversement interprétées, mais leur rôle semble intimement lié à celui de la pyramide. Chez Sekhemkhet la proximité des deux éléments et sa disposition semble préfigurer les petites pyramides satellites des complexes pyramidaux classiques qui seront bâtis par la suite.
L’état d’inachèvement du complexe en plus des pillages et outrages du temps passé rend difficile toute reconnaissance d’autres éléments du complexe et toute interprétation du projet final. En effet, l’interprétation admise classiquement d’une extension de l’enceinte encadrant un projet pyramidal encore incertain et de modeste proportion peut tout aussi bien être l’hypothèse inverse d’une réduction du projet initial calqué sur celui de Djéser en un nouveau projet dont le centre serait bien la pyramide devenue l’objet principal du complexe funéraire. La finition de l’enceinte intérieure semble en effet militer en cette faveur car dans le cas d’un agrandissement du projet, perdant son utilité première le mur n’aurait pas été poursuivi et ainsi taillé en façade de palais.
L’enceinte extérieure en revanche est à peine fondée sur tout son tracé et semble avoir été oubliée et abandonnée aux sables de Saqqarah. L’aire qu’elle enferme est vaste et n’a pas encore fait l’objet de nouvelles campagnes de fouilles permettant de compléter les premières fouilles initiées dans la première moitié du XXe siècle.

## La pyramide
La pyramide est conçue sur un plan carré de cent vingt mètres de côté, ce qui devait porter sa hauteur à près de soixante-dix mètres, une fois achevée. Elle aurait alors compté sept degrés, soit un de plus que celle de Djéser.
Il n’en reste aujourd’hui que les premières assises de gros blocs équarris dans un calcaire local. Disposées en lits déversés, elles formaient des tranches successives, une architecture déjà employée pour la première pyramide de Saqqarah.
Au moment des fouilles, au milieu du XXe siècle, les archéologues dégagèrent ainsi le premier degré, qui depuis est de nouveau enfoui sous les sables. Cette découverte confirme que la pyramide avait bien été commencée sans permettre d’affirmer néanmoins jusqu’à quel stade. La pierre qui constituait la pyramide représentait un matériau de choix pour toutes les époques, et ce depuis l’Antiquité.

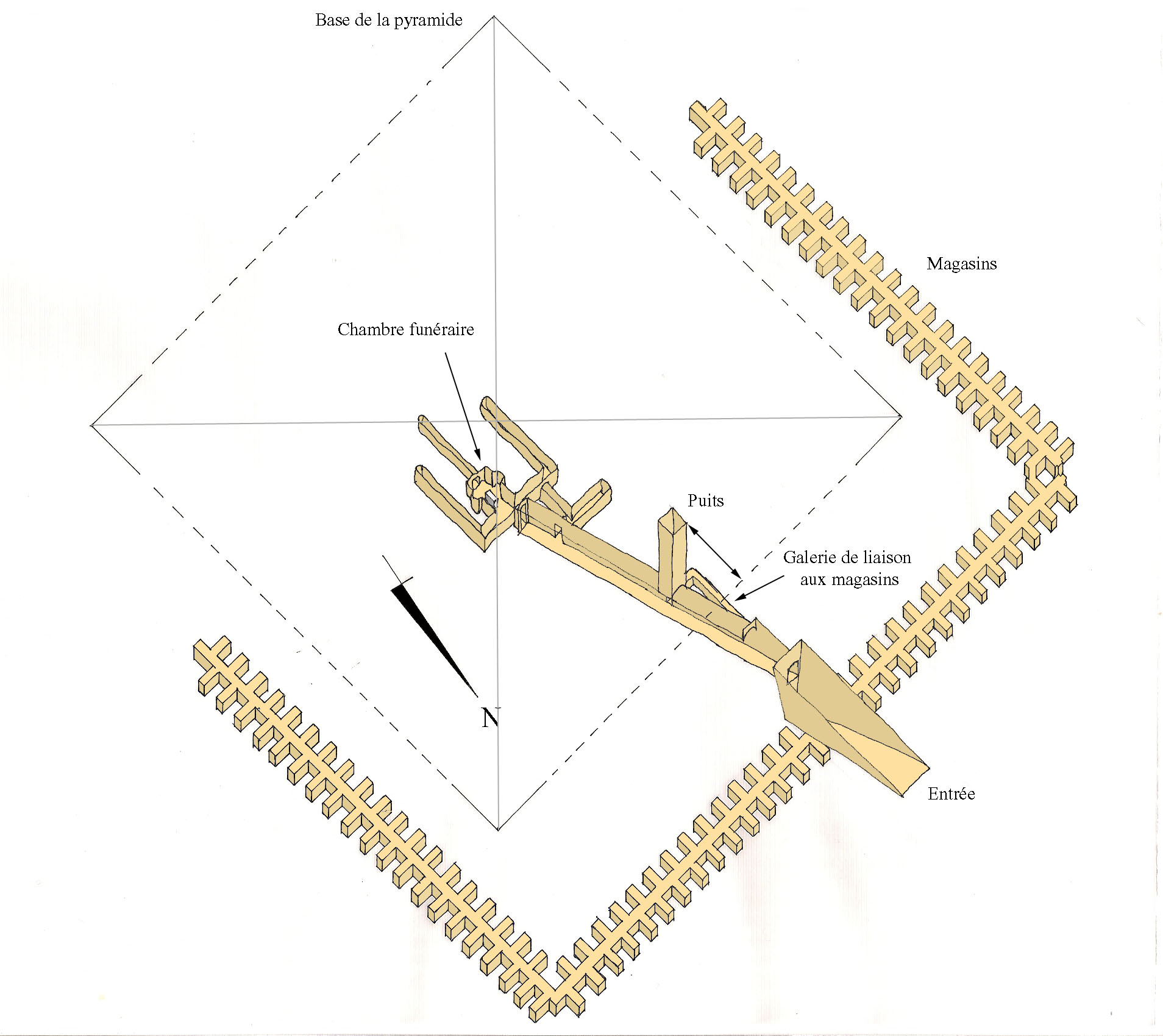
Vue axonométrique des infrastructures de la pyramide de Sekhemkhet

Le caveau funéraire de Sekhemkhet se trouve à une trentaine de mètres à l’aplomb et sous le centre de la pyramide. On y accédait par une galerie droite s’enfonçant sous la roche depuis l’excavation pratiquée au nord de la pyramide, non loin du mur à redans de l’enceinte du complexe.
À mi-parcours, une galerie annexe s’ouvrait vers l’ouest et formant un coude qui repartait vers le nord et donnait accès à deux grandes galeries disposées en « U » et distribuant cent trente-deux magasins creusés de part et d’autre de ces longs couloirs obscurs et disposés de manière qu’aucun ne soit placé face à face. Cette impressionnante galerie de plus de trois cent vingt mètres de long était creusée à plus de dix mètres de profondeur.
Un puits était aménagé jusqu’à la surface à son commencement, afin probablement d’évacuer plus facilement les déblais lors de son aménagement, facilitant du même coup l’évacuation d’autres déblais provenant de la galerie principale d’accès au caveau placé une quarantaine de mètres plus loin encore plus profondément. Ce puits devait en outre permettre une ventilation efficace dans le chantier souterrain. C’est en le déblayant que les fouilleurs trouvèrent les restes d’un mobilier funéraire remontant à la IIIe dynastie. Des vases en diorite et en albâtre, une série de bracelets en or et un admirable récipient en or travaillé en forme de coquillage bivalve, avec couvercle amovible, démontraient qu’une inhumation avait bien eu lieu dans cette pyramide. En revanche, la découverte simultanée au même endroit de plusieurs papyri en écriture démotique annonçait que la sépulture avait été dérangée à l’époque tardive.
La chambre funéraire est placée au centre d’un dispositif de couloirs et d'annexes, le tout sur un plan en forme de trident pointé vers le Sud. Elle est restée inachevée, mais contenait encore au moment de sa découverte le sarcophage de Sekhemkhet intact et scellé.
Sculptée dans un beau bloc d’albâtre, la cuve monolithique comprenait un système de fermeture inédit, constitué d’une glissière verticale sur l’un de ses petits côtés.
Sur le dessus de cet insolite sarcophage, qui est d’ailleurs le seul sarcophage royal de la IIIe dynastie retrouvé à sa place, on pouvait encore voir quelques offrandes de fleurs déposées il y a des millénaires. 
Cette découverte, ajoutée à celle de la série de bracelets en or retrouvée peu auparavant dans le puits, fit sensation à l’époque. Aucun sarcophage royal de l’Ancien Empire n’avait été découvert inviolé jusqu’alors.
Le jour choisi pour son ouverture officielle, toute l’antique nécropole sembla revivre, le temps d’une journée. Une activité fébrile se développa autour de la pyramide de Sekhemkhet, déblayant les ultimes gravats afin de permettre au nouveau maître de l'Égypte, Gamal Abdel Nasser et à ses proches, de venir témoigner les premiers de l’incroyable découverte.
On dressa une tente dans le désert afin d’y recevoir toute cette noble assemblée, ainsi que les journalistes venus de toute part pour assister au spectacle de la résurrection d’un obscur souverain dont tout le monde ignorait l’existence avant même ce jour. Il s'agissait de la première tombe royale découverte scellée et dont le sarcophage semblait intact depuis la découverte du tombeau de Toutânkhamon. 
Mais lorsque l’égyptologue procéda à l’ouverture de la glissière, le sarcophage était vide... Le mystère de la tombe de Sekhemkhet retournait à l’égyptologie. La déception fut grande dans l'assistance. Mais la découverte de Goneim restituait ainsi à la IIIe dynastie un souverain dont l'existence n'était mentionnée que par des inscriptions découvertes dans le Sinaï au début du XXe siècle.